# Dehesa de Romanos
Dehesa de Romanos – gmina w Hiszpanii, w prowincji Palencia, w Kastylii i León, o powierzchni 20,95 km². W 2011 roku gmina liczyła 40 mieszkańców.